# Deep Dish
Deep Dish est un duo américain de producteurs et DJ de house, originaire de Washington DC. Il est composé de deux Américains d'origine iranienne, Ali « Dubfire » Shirazinia et Sharam Tayebi. 

## Histoire
Deep Dish est bien connu pour leurs remix d'autres musiciens comme Madonna, Cher, Dido et Everything but the Girl. Ils remportent un Grammy pour leur remix de Thank You de Dido.
Ils se séparent en 2006. En août 2009, Sharam participe à l'Essential Mix et son mix est élu meilleur de l'année 2009.
Le 22 mars 2014, Deep Dish se réunit pour son premier Essential Mix depuis 2008. Ils participent aussi au Caprices Festival l'année suivante.

## Discographie

### Albums
- 1995 : Penetrate Deeper
- 1996 : DJ's Take Control, Vol. 3
- 1997 : Cream Separates
- 1998 : Junk Science (#37 RU)
- 1998 : Junk Science (Japon)
- 1999 : Junk Science (Bonus Tracks)
- 1999 : Yoshiesque
- 1999 : Yoshiesque (RU)
- 2000 :Renaissance Ibiza
- 2001 : GU021, Global Underground: Moscow
- 2001 : Yoshiesque, Vol. 2
- 2003 : GU025, Global Underground: Toronto
- 2003 : Global Underground: Toronto (coffret)
- 2003 : Global Underground: Toronto: Dubfire (Afterclub Mix)
- 2003 : Global Underground: Toronto: Sharam (Afterclub Mix)
- 2003 : Yoshiesque, Vol. 3
- 2005 :George is on (#54 RU)

### Singles et EP
- 1996 : Stay Gold (#41 RU)
- 1996 : Don't Stop
- 1997 :Stranded (#60 RU)
- 1998 : Stranded (In Dub)
- 1998 : The Future of the Future (Stay Gold) (RU) (avec Everything But the Girl) (#31 UK)
- 1998 : "The Future of the Future (Stay Gold) (USA) (avec Everything But the Girl)
- 1998 : "The Future of the Future (Stay Gold) (Australie) (avec Everything But the Girl)
- 1999 : "Mohammad Is Jesus..."
- 1999 : "Summer's Over"
- 2000 : Chocolate City
- 2003 : Global Underground: Toronto (12" single)
- 2004 : Flashdance (He's A Dream) (#3 RU, #5 Dutch Top 40, Pays-Bas, #14 Australie)
- 2005 : Say Hello (#14 UK, #1 USA Dance Chart, #40 Australie)
- 2005 : Sacramento
- 2006 : Dreams (feat. Stevie Nicks) (#14 RU, #1 USA Dance Chart, #18 Dutch Top 40, Pays-Bas, #27 Australie, #42 Belgique)
- 2006 : Sharam - PATT (Party All The Time)
- 2008 : Sharam - The One (avec Daniel Bedingfield)
- 2009 : Sharam - She Came Along (avec Kid Cudi)
- 2010 : Dubfire - Fuego (avec Oliver Huntemann)
- 2014 : Quincy

### Remixes
- 1993 : Scottie Deep featuring Toni Williams - Soul Searchin
- 1993 : Angela Marni - Slippin' and Slidin
- 1993 : Brian Transeau - Relativity
- 1994 : Joi Cardwell - Trouble
- 1994 : Gena Bess - How Hard I Search
- 1994 : Naomi Daniel - Feel the Fire
- 1994 : Scott Taylor - Don't Turn Your Back on Me
- 1995 : Janet Jackson - When I Think of You
- 1995 : The Shamen - Transamazonia
- 1995 : e-N - The Horn Ride
- 1995 : Ashley Beedle presents Revolutions In Dub - Jumpin' at the Bar
- 1995 : De'Lacy - Hideaway
- 1995 : Aquarhythms - Ether's Whisper
- 1995 : Dajae - Day By Day"
- 1995 : Paula Abdul - Crazy Cool
- 1995 : Swing 52 - Color of My Skin"
- 1996 : Everything but the Girl - Wrong
- 1996 : The Beloved - Three Steps to Heaven
- 1996 : Global Communication - The Deep
- 1996 : Pet Shop Boys - Se a Vida é (That's the Way Life Is)
- 1996 : Lisa Moorish - Mr. Friday Night
- 1996 : Sandy B - Make the World Go Round
- 1996 : All-Star Madness - Magic
- 1996 : Victor Romeo - Love Will Find a Way
- 1996 : Dangerous Minds - Live in Unity
- 1996 : Kristine W - Land of the Living
- 1996 : Tina Turner - In Your Wildest Dreams
- 1996 : Alcatraz - Give Me Luv
- 1996 : Gusto - Disco's Revenge
- 1996 : BT avec Tori Amos - Blue Skies
- 1996 : Me'Shell Ndegeocello - Who Is He and What Is He to You?
- 1997 : D-Note - Waiting Hopefully
- 1997 : The Rolling Stones - Saint of Me
- 1997 : Adam F - Music In My Mind
- 1997 : Olive - Miracle
- 1997 : Michael Jackson - Is It Scary
- 1998 : Love and Rockets - Resurrection Hex
- 1998 : Danny Tenaglia avec Celeda - Music is the Answer
- 1998 : Eddie Amador - House Music
- 1998 : DJ Rap - Good to Be Alive
- 1998 : 16B vs. Deep Dish - Falling
- 1999 : Brother Brown featuring Frank'ee - Under the Water
- 1999 : Richard Morel - True (The Faggot Is You)
- 1999 : Gabrielle - Rise
- 1999 : Billie Ray Martin - Honey
- 1999 : J.D. Braithwaite - Give Me the Night
- 1999 : Beth Orton - Central Reservation
- 2000 : Amber - Sexual (Li Da De)
- 2000 : Madonna - Music
- 2000 : Sven Väth - Barbarella
- 2000 : Dusted - Always Remember to Respect and Honour Your Mother
- 2001 : Dido - Thank You
- 2001 : iio - Rapture (Tastes So Sweet)
- 2001 : N'Sync - Pop
- 2001 : Planet Funk "- Inside All the People
- 2001 : Delerium - Innocente
- 2001 : Depeche Mode - Freelove
- 2002 : Justin Timberlake - Like I Love You
- 2002 : Timo Maas featuring Kelis - Help Me
- 2002 : Beenie Man featuring Janet - Feel It Boy
- 2002 : Elisa - Come Speak to Me
- 2003 : Dido - Stoned
- 2005 : The Doors - - Riders on the Storm (Deep Dish Mix)
- 2005 : David Guetta - The World is Mine
- 2005 : Paul van Dyk - The Other Side
- 2006 : Nic Fanciulli - Lucky Heather
- 2006 : Robbie Rivera - Float Away
- 2006 : Nitzer Ebb - Control I'm Here (Dubfire Remixes)
- 2007 : Richard Grey - Warped Bass